# Milion Peelenuff
Milion Peelenuff – szósty album studyjny krakowskiego rapera Karramby wydany w 2004 roku przez wytwórnię muzyczną Odeon Music Polska. Album promowany był teledyskiem do remixu utworu „Mój Własny Raj”.

## Lista utworów
Opracowano na podstawie materiału źródłowego.
1. „Bóg z Nami, Żołnierze Ulicy!!” – 2:40
2. „Nie żyć na dnie” – 4:44
3. „Mój Własny Raj (2004 Supavideo RMX)” – 3:07
4. „Milion Peelenuff” (gościnnie: Azya) – 6:24
5. „Zbyt głupia pizda” (gościnnie: Dziura) – 0:17
6. „Wy... Pier... Dalaj!!!” – 6:12
7. „Dziwki, szlugi, kokaina” (gościnnie: Domi) – 0:49
8. „Jest git! (Total Ragga RMX)” (gościnnie: Jezoos) – 3:53
9. „W imię zasad (Odeon Hardcore RMX)” – 4:44
10. „Twój Własny Raj (Exclusive RMX)” – 4:14
11. „Zawróć” (gościnnie: Dziura) – 4:29
12. „Ile Kosztujesz? (Wah Wah Clum RMX)” – 4:29
13. „Co kurwa tam się dzieje??!!” – 0:18
14. „Pocałuj mnie w dupę (DirtyElectroCore RMX)” – 6:33
15. „Więcej!” (gościnnie: Dziura, Nadia, Marinero) – 3:51
16. „Gówno o mnie wiesz!” (gościnnie: Piotr Zander) – 4:26
17. „Cztery razy kokaina” (gościnnie: KB) – 1:06
18. „Wracam...” – 4:50
19. „Mój Własny Raj (2004 Romantic Version)” – 5:49
20. „Life 4 Da $$$” (gościnnie: 4Real) – 4:00